# Frekvensområde
Frekvensområde är vidden av ett frekvensband eller en bandbredd.

## Ljud
Frekvensområdet för människans hörsel är mellan frekvenserna 20 Hz (basljud/mörkt ljud) och 20 kHz (diskantljud/ljusa ljud). Ljud under 20 Hz (infraljud) och ljud över 20 kHz (ultraljud) är inte hörbart för människor. Frekvensområdet för att människan ska kunna uppfatta tal är mellan 100 Hz–8 kHz. Vid hörseltest hos audionom testas frekvensområdet 125 Hz–8 kHz.

## Referens
1. ↑   Nordisk lärobok i audiologi (1. uppl.). 2007. ISBN 978-91-631-9440-5. https://libris.kb.se/bib/10472809. Läst 15 maj 2024
2. ↑  Gelfand, Stanley A. (2016). Essentials of audiology (Fourth edition.). ISBN 978-1-60406-861-0. https://libris.kb.se/bib/19989928. Läst 15 maj 2024